# Команда корректировки
«Команда корректировки» (англ. Adjustment Team) — научно-фантастический рассказ Филипа Киндреда Дика. 

## Сюжет
Что-то пошло не так … и Эд Флетчер оказался в центре самого величайшего события в своей жизни.— предисловие к рассказу в журнале Orbit Science Fiction
В Секторе Т137 были намечены изменения. В связи с этим Клерк контролирует Вызывающего пса, чтобы убедиться в том, что продавец недвижимости Эд Флетчер будет внутри Сектора Т137 в процессе корректировки. Лай должен прозвучать в 8:15 для того, чтобы вызвать Друга с Машиной. К несчастью, лай, прозвучавший на минуту позже, привёл Продавца Страховок, что стало причиной более позднего выхода Флетчера из дома. Прибыв в Сектор Т137 после того, как он был лишён энергии, Флетчер попадает в ужасающий мир из серого праха. Спасаясь от людей в белом, он перебегает через улицу, назад в мир с постоянной подпиткой энергией за пределами Сектора Т137. Флетчер боится, что у него приступ психоза.
Клерка доставили в кабинет высшего руководства для того, чтобы он объяснил Старику, что пошло не так. Старик решает лично разобраться с необычной ситуацией и приказывает «доставить сюда» Флетчера. Усложнив всё ещё сильнее, Флетчер рассказал своей жене Рут о том, что с ним произошло. В сопровождении Рут, которая оказывала ему моральную поддержку, Флетчер возвращается на рабочее место, чтобы доказать, что у него не было психического срыва, и что он, на самом деле, не видел ткань реальности, как этого опасался. Сначала всё выглядело нормально, и Рут ушла. Вскоре он обнаруживает, что люди и предметы едва заметно изменились. Охваченный паникой он бежит к телефону-автомату чтобы предупредить полицию. Как только он снимает трубку, телефонная будка поднимается в небо вместе с Флетчером.
Встретив Старика, Флетчер сначала решает, что умер. Старик рассказывает ему, что он всего лишь посетитель, что во время процесса корректировки произошла очень серьёзная ошибка, что он не был изменён, и что его рассказы другим людям о том что он видел являются серьёзной угрозой. «Естественный процесс должен быть дополнен … исправлен в некоторых местах. Должны быть внесены коррективы. У нас есть полное право производить такие изменения. Наши команды корректировки выполняют жизненно важную работу.» В данном случае корректировка нужна для того, чтобы начать цепь событий, которые снизят военное напряжение между Советским Союзом и западным миром. Флетчеру разрешают вернуться без прохождения процедуры лишения энергии и корректировки при условии, что он никому не расскажет правду, которую узнал, и убедит жену, что всё, что он уже рассказал ей, было вызвано расстройством психики.
Когда он возвращается, Рут ловит его на лжи о том, как он провёл вторую половину дня, и требует, чтобы он рассказал ей правду. Флетчер пытается оттянуть время, чтобы придумать историю, в которую она поверит. Слышен лай, и в дверь звонит продавец пылесосов. Пока Рут отвлечена демонстрацией товара продавцом, Флетчер трясущимися руками прикуривает сигарету и, благодарно взглянув вверх, говорит — «Спасибо … Думаю, что мы добьёмся цели … в конце концов. Большое спасибо».

## Издания
Рассказ был опубликован:
- впервые в 1954 году в № 4 журнала Orbit Science Fiction с иллюстрациями Faragasso.[2]
- в сборнике рассказов «Пески Марса и другие истории» в Австралии в 1958 году[3]
- в сборнике рассказов «Книга Филипа К. Дика» в 1973 году[3]
- в сборнике рассказов «Колесо Фортуны и другие истории» в Объединенном Королевстве в 1977 году
- «Сборник рассказов Филипа К. Дика» в 1987 (издательство Underwood-Miller), в 1988 (издательство Gollancz, Объединенное Королевство), 1990 (издательство Citadel Twilight, США)
- в сборнике «Избранные рассказы Филипа К. Дика» в 2002.
- в сборнике «Ранние работы Филипа К. Дика. Том первый: Меняющийся Человек и другие истории» в 2009 году.

## Экранизация
Рассказ был переработан в полнометражный фильм с названием «Меняющие реальность» (англ. The Adjustment Bureau). В киноверсии сюжета Мэтт Деймон играет политика Дэвида Норриса, чьи отношения с балериной Элизой Селлас неожиданно расстраиваются таинственными силами, контролирующими их мир. Роль Элизы сыграла актриса Эмили Блант. Автор сценария и режиссёр фильма — Джордж Нолфи. В прокат фильм вышел 3 марта 2011 года. Вторая дочь Дика — Иза Дик Хэкетт — является исполнительным продюсером киноадаптации.